# اروپا ۵۲
سیارک ۵۲ (به انگلیسی: 52 Europa) پنجاه و دومین سیارک کشف شده‌است که در ۴ فوریه ۱۸۵۸ و در پاریس کشف شد.
قدر مطلق سیارک برابر ۶٫۳۱ است.